# Bürger-Kasino (Cottbus)

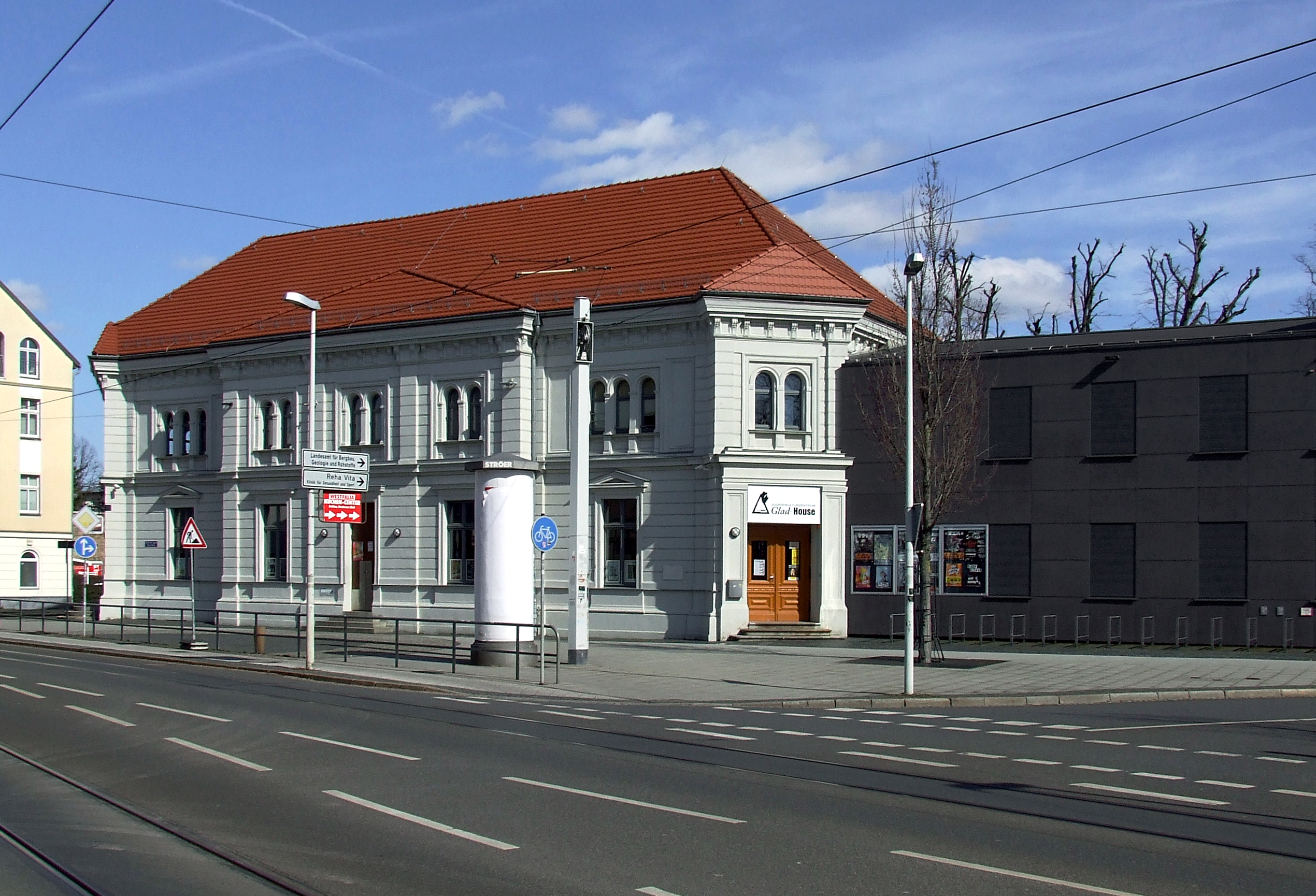
Gesamtansicht

Das sogenannte Bürger-Kasino ist ein denkmalgeschütztes Gebäude in der Straße der Jugend 16 in Cottbus. Heute beherbergt das Gebäude das Jugendfreizeitzentrum „Gladhouse“. Außerdem befindet sich an der Fassade des Gebäudes eine Gedenktafel der Freien Deutschen Jugend.

## Baugeschichte
Das Bauwerk wurde Mitte des 19. Jahrhunderts im spätklassizistischen Baustil als Saalbau, Gastronomiegebäude und Vereinsheim der bürgerlichen Casino-Gesellschaft errichtet. 1878 wurde dieser eingeschossige Gebäudeteil nach Entwurf des Berliner Architekten Eduard Titz (1819–1890) durch den Cottbuser Baumeister Schulz um einen zweigeschossigen Kopfbau erweitert. Die Fassadengestaltung des Anbaus wurde an den bestehenden Bauteil angepasst. Es erfolgten mehrfach Umbauten, so 1891, 1912, 1919, 1921 und 1929. Von 1915 bis 1919 diente der Bau als Reservelazarett II.
Da das Gebäude neuzeitlichen baulichen Anforderungen nicht mehr genügte, erfolgte 2010/2011 eine energetische Sanierung von Fassade, Dach und Fenstern. Der Einbau von Brandschutztechnik, Schallschutztechnik und Lüftungstechnik sowie Verbesserungen bei der Barrierefreiheit durch eine Rollstuhlrampe am Eingang Feigestraße wurden im ersten Bauabschnitt vorgenommen. Im zweiten Bauabschnitt konnte ein Aufzug für den barrierefreien Zugang des Obergeschosses eingebaut und der angebaute Bürotrakt saniert werden.
Weitere Nutzungen wie die Verbesserung der medienpädagogischen Angebote wurden dadurch ermöglicht. Beispiele dafür sind Konzerte und Veranstaltungen, Ausstellungen, Wettbewerbe von Künstlern, Workshops, Szene-Partys, Filmvorführungen sowie Theater und mehr. Das städtebaulich markante Gebäude, das heutige Jugendfreizeitzentrum „Glad House“, ist seit ca. 60 Jahren ein Domizil für Jugendarbeit und Kultur.

## Architektur
Die Hauptansicht des ehemaligen Bürger-Kasinos von 1878 wird charakterisiert durch einen dreiachsigen Mittelrisalit mit Türöffnung (ursprünglich Haupteingang, von Pilastern flankiert und mit Giebelverdachung) und durch schräggestellte Eckrisalite mit Eckquaderung. Die Erdgeschoss-Fenster wurden 1921 zu Eingängen erweitert. Die Fassade ist, abgesehen vom Sockel, mit Putzbändern überzogen. Im Erdgeschoss befinden sich gerade eingeschnittene Fenster unter Gesims- und Giebelverdachung, im Obergeschoss zwei- und dreifach gekuppelte, in schlichte Rahmungen gestellte Rundbogenfenster. Den Übergang zum Dach bildet ein umlaufendes Traufgesims auf Konsolen. Die heute geschlossenen Längswände des östlich anschließenden Saales sind sparsam mit Pilastern gegliedert. Auch hier sind die Ecken gequadert. Fragmente der ursprünglichen Stuckdekorationen sind in dem ca. 210 Quadratmeter großen und 8,5 Meter hohen Festsaal erhalten. Der große gewölbte Bierkeller ist nur ein Teil der Kelleranlage aus dem Jahr 1860.
Die städtebaulich prägnante, architektonisch ansprechende Eckbebauung hat eine straßenbildprägende Wirkung. Das Gebäude hat ein repräsentatives Erscheinungsbild in Form der Schinkelnachfolge und ist in allen wesentlichen Teilen erhalten.